# File Exchange Protocol
File Exchange Protocol (FXP) е метод за трансфер на информация между отдалечени FTP сървъри, без трафикът да бъде рутиран през връзката на потребителя.
В стандартна FTP-сесия целият трансфер на данни се извършва единствено между клиент и сървър. Във FXP-сесия клиентът поддържа връзки с два FTP-сървъра и може да управлява трансфера на данни между тях. Предимството при ползването на FXP е очевидно в ситуации, в които има нужда от трансфер на данни между два сървъра с добра скорост на връзката, а клиентът (например мрежови администратор) е в отдалечена точка и разполага с бавна връзка.

## Рискове
Активирането на FXP-поддръжка може да направи сървърът уязвим към атака, наречена FTP bounce. FXP се използва и често за трансфер на данни между warez сървъри. Това е причината FXP да е често деактивиран по подразбиране в различните FTP сървърни приложения.